# Bob Gordon (Saxophonist)
Bob Gordon (* als Robert Gordon am 11. Juni 1928 in St. Louis, Missouri; † 28. August 1955 in Kalifornien) war ein US-amerikanischer Jazz-Baritonsaxophonist und Bassklarinettist des Modern Jazz.

## Leben und Wirken
Bob Gordon studierte am Westlake College von Los Angeles 1948/49 und spielte zunächst ab 1946 nebenher bei Shorty Sherock, Lee Williams und Jimmy Palmer. Von 1948 bis 1951 arbeitete er bei Alvino Rey, 1952 bei Billy May, 1952/53 bei Horace Heidt und 1954 bei George Redman. Außerdem war er in dieser Zeit an Aufnahmesessions von Red Norvo und Stan Kenton beteiligt. Er nahm auch mit Chet Baker, Tal Farlow, Maynard Ferguson, Herbie Harper, Bill Holman, Howard Rumseys Lighthouse All Stars, Shelly Manne, Jack Montrose, Lennie Niehaus, Pete Rugolo sowie unter eigenem Namen Platten auf.
Die Aufnahmen mit Clifford Brown zählen zu seinen besten. Wie dieser und auch Eddie Costa und Scott LaFaro starb er am Beginn einer hoffnungsvollen Karriere an den Folgen eines Autounfalls.

## Diskografie

### Als Leader
- Bob Gordon Memorial (Fresh Sound Records); enthält drei Sessions vom Dezember 1953, vom 6. und vom 27. Mai 1954 mit Herbie Harper, Jack Montrose, Jimmy Rowles, Harry Babasin, Paul Moer, Joe Mondragon

### Als Sideman
- Chet Baker: Ensemble And Sextet (Fresh Sound, 1953–56), Young Chet (Pacific Jazz, 1953–56)
- Clifford Brown: The Complete Blue Note And Pacific Jazz Sessions (Blue Note, 1953–1954)
- Tal Farlow: Verve Jazz Masters 41 (Verve, 1955–58)
- Lennie Niehaus: Zounds (OJC, 1954–56)
- Red Norvo: The "X"-Sessions (RCA/Fresh Sound, 1954)
- Pete Rugolo: Introducing..., Adventures In Rhythm, (CBS/Fresh Sound, 1954)
- Howard Rumsey's Lighthouse All Stars: In The Solo Spotlight (OJC, 1954–57)
- Shorty Rogers: Courts The Count (RCA, 1954)